# Сабља
Сабља је назив за мач који има закривљену оштрицу. Сабља је настала као оружје коњице код номадских народа евроазијских степа. Касније се такође најчешће користила у коњици, а многе војске су је задржале пошто је из употребе нестао класични мач. Данас се углавном користи у симболичке и церемонијалне сврхе, а њена спортска варијанта и за посебну спортску дисциплину мачевања. Сабља је једно од ретких дугих хладних оружја из средњег века која се задржала до данашњих дана у бројним армијама као парадно оружје.
На Балкан је доспела на самом почетку османлијских освајања. Један од најранијих приказа сабље представља композиција ратника на фрескама у манастиру Лесново 1341. године, у данашњој Републици Македонији.  Приказана је такође и на фресци ратника у манастиру Манасија из 1418. године као и на стећцима у Тобуту с краја 16. и почетка 17. века. Једна од репрезентативнијих ручно рађених и декорисаних старих сабљи чува се данас на одсеку за метал и накит Музеја примењене уметности у Београду а датирана је у време освајања султан Сулејмана Београда 1521. године. Припадала је непознатом српском властелину. Код Италијана први пут је забележена 1444. године а код Немаца такође у 15. веку. Исто оружје код Француза се јавља почетком 17. века а Енглеза крајем истог века, тачније 1680. године.
Најзаступљеније сабље су са турским „клч" и персијским „шамшир" типом сечива. Сечиво је најважнији део сабље. Продорност и јачина коју има криво сечиво приликом сече и бода много је већа од продорности и јачине коју има право сечиво. При удару се вуче од врха ка дршци. Од турске сабље кривошије, с њеном извијеном једностраном оштрицом, на Западу настала је модерна коњичка сабља у 18. веку. Сабља као хладно оружје постаје веома популарна међу гусарима како у Средоземљу тако и на Карибима. Сабља постаје саставни део оружја лаке мађарске, пољске и литванске коњице - хусара, као и руских козака. Почетком 19. века са формирањем првих професионалних војски, а касније и због појаве брзометног оружја, сабља представља саставно оружје коњичких јединица као и официра када почињу све више добијати статусни и декоративни значај.
Занимљив примерак модерног типа сабље представља почасна сабља генерала Косте Протића из 1878. године чију декорацију и балчак у облику змаја је урадио бечки јувелир, а данас се чува у музеју у Чачку. Сабља је била чест пример даривања, тако је забележено да је султан Махмуд II поклонио сабљу опточену драгим камењем кнезу Милошу током његове посете Истанбулу 1835. године. Још један пример даривања забележен је 1900. године током боравка у Београду персијског шаха Мусареф ел Дина који је поклонио сабљу краљу Александру Обреновићу. Ова драгоцена сабља данас се чува у Војном музеју на Калемегдану. У Сабљарској чаршији у Сарајеву од 1477. па све до 1878. године постојале су бројне ковачке радње у којима су се искивале сабље, јатагани, ханџари као и чувене сабље и ножеви димискије.
Поред Сарајева главни занатски центри за израду оружја били су Фоча, Ужице, Коњиц, Призрен, Скопље и градови Бококоторског залива. У коњичким јединицама и међу официрима и подофицирима у Југословенској војсци између два светска рата задржала се сабља модел М1895, која се користила у Српској војсци. Овај исти модел сабље са незнатном разликом (грб СФРЈ на штитнику рукохвата) налазио се у коњици ЈНА све до расформирања ове јединице крајем 1950-их а задржао се једно у Гарди све до данас. Поједине сабље данас представљају право богатство због своје историјске вредности и орнаментике - декорације. Једна таква сабља опточена златом и драгим камењем налази се у палати румунског председника. Сабља представља поклон кнеза Михајла првом румунском кнезу Кузи 1863. године. Завидну колекцију богато украшених сабљи имао је маршал Јосип Броз Тито. Једна од ретких данас преосталих радионица за израду дугог хладног оружја - сабљи - у Србији и на Балкану налази се у Земуну.